# Torre de les Guàrdies
La Torre de les Guàrdies és una obra del Perelló (Baix Ebre) declarada Bé Cultural d'Interès Nacional.

## Descripció
Torre de telegrafia òptica, de planta quadrada, amb planta baixa atalussada i dos pisos superiors. A l'alçada de la planta baixa trobem petites obertures, tres per cada costat, a mode d'espitlleres. Als pisos superiors s'obren finestres rectangulars sobre l'eix central. La coberta no es conservava. Es va rehabilitar al març de 2015.